# Знаки почтовой оплаты СССР (1960)
Зна́ки почто́вой опла́ты СССР (1960) — перечень (каталог) знаков почтовой оплаты (почтовых марок), введённых в обращение дирекцией по изданию и экспедированию знаков почтовой оплаты Министерства связи СССР в 1960 году.

## Список коммеморативных (памятных) марок
Порядок следования элементов в таблице соответствует номеру по каталогу марок СССР (ЦФА), в скобках приведены номера по каталогу «Михель».
| № по каталогу                        | Изображение | Описание и источники                                                           | Номинал   | Дата выпуска         | Тираж     | Художник           |
| ------------------------------------ | ----------- | ------------------------------------------------------------------------------ | --------- | -------------------- | --------- | ------------------ |
| (ЦФА [АО «Марка»] № 2396) (Mi #2317) |             | Серия «VIII зимние Олимпийские игры в Скво-Вэлли (США)»: - Хоккей с шайбой.    | 0,10 руб. | 18 февраля 1960 года | 3 500 000 | Роман Житков       |
| (ЦФА [АО «Марка»] № 2397) (Mi #2318) |             | Серия «VIII зимние Олимпийские игры в Скво-Вэлли (США)»: - Конькобежный спорт. | 0,25 руб. | 18 февраля 1960 года | 3 000 000 | Роман Житков       |
| (ЦФА [АО «Марка»] № 2398) (Mi #2319) |             | Серия «VIII зимние Олимпийские игры в Скво-Вэлли (США)»: - Слалом.             | 0,40 руб. | 18 февраля 1960 года | 2 500 000 | Роман Житков       |
| (ЦФА [АО «Марка»] № 2399) (Mi #2320) |             | Серия «VIII зимние Олимпийские игры в Скво-Вэлли (США)»: - Фигурное катание.   | 0,60 руб. | 18 февраля 1960 года | 2 000 000 | Роман Житков       |
| (ЦФА [АО «Марка»] № 2400) (Mi #2321) |             | Серия «VIII зимние Олимпийские игры в Скво-Вэлли (США)»: - Прыжки с трамплина. | 1,00 руб. | 18 февраля 1960 года | 2 000 000 | Роман Житков       |
| (ЦФА [АО «Марка»] № 2450) (Mi #2369) |             | Серия «XVII Олимпийские игры в Риме (Италия)»: - Бег.                          | 0,05 руб. | 1 августа 1960 года  | 3 800 000 | Василий Завьялов   |
| (ЦФА [АО «Марка»] № 2451) (Mi #2370) |             | Серия «XVII Олимпийские игры в Риме (Италия)»: - Борьба.                       | 0,10 руб. | 1 августа 1960 года  | 4 000 000 | Александр Завьялов |
| (ЦФА [АО «Марка»] № 2452) (Mi #2371) |             | Серия «XVII Олимпийские игры в Риме (Италия)»: - Баскетбол.                    | 0,15 руб. | 1 августа 1960 года  | 3 700 000 | Александр Завьялов |
| (ЦФА [АО «Марка»] № 2453) (Mi #2372) |             | Серия «XVII Олимпийские игры в Риме (Италия)»: - Тяжёлая атлетика.             | 0,20 руб. | 1 августа 1960 года  | 3 100 000 | Василий Завьялов   |
| (ЦФА [АО «Марка»] № 2454) (Mi #2373) |             | Серия «XVII Олимпийские игры в Риме (Италия)»: - Бокс.                         | 0,25 руб. | 1 августа 1960 года  | 3 200 000 | Александр Завьялов |
| (ЦФА [АО «Марка»] № 2455) (Mi #2374) |             | Серия «XVII Олимпийские игры в Риме (Италия)»: - Гимнастика.                   | 0,40 руб. | 1 августа 1960 года  | 3 000 000 | Александр Завьялов |
| (ЦФА [АО «Марка»] № 2456) (Mi #2375) |             | Серия «XVII Олимпийские игры в Риме (Италия)»: - Фехтование.                   | 0,40 руб. | 1 августа 1960 года  | 2 300 000 | Александр Завьялов |
| (ЦФА [АО «Марка»] № 2457) (Mi #2376) |             | Серия «XVII Олимпийские игры в Риме (Италия)»: - Прыжки в воду.                | 0,40 руб. | 1 августа 1960 года  | 2 300 000 | Василий Завьялов   |
| (ЦФА [АО «Марка»] № 2458) (Mi #2377) |             | Серия «XVII Олимпийские игры в Риме (Италия)»: - Гребля на каноэ.              | 0,60 руб. | 1 августа 1960 года  | 2 300 000 | Василий Завьялов   |
| (ЦФА [АО «Марка»] № 2459) (Mi #2378) |             | Серия «XVII Олимпийские игры в Риме (Италия)»: - Скачки с препятствиями.       | 1,00 руб. | 1 августа 1960 года  | 2 300 000 | Александр Завьялов |
| (ЦФА [АО «Марка»] № 2461) (Mi #2379) |             | Международная ярмарка в Риччоне (Италия).                                      | 0,40 руб. | 23 августа 1960 года | 150 000   | Василий Завьялов   |

## Девятый выпуск стандартных марок (1958—1960)
В 1960 году продолжена эмиссия стандартных почтовых марок девятого стандартного выпуска СССР: ранее выпущенные в обращение миниатюры  (ЦФА [АО «Марка»] № 2217),  (ЦФА [АО «Марка»] № 2218) и  (ЦФА [АО «Марка»] № 2219) переизданы способом офсетной печати с нанесением комбинированной гребенчатой зубцовски 12:12½. Все марки прежних стандартных выпусков находились в обращения до 1 июня 1961 года.
Порядок следования элементов в таблице соответствует номеру по каталогу марок СССР (ЦФА), в скобках приведены номера по каталогу «Михель».
| № по каталогу                           | Изображение | Описание и источники      | Номинал   | Дата выпуска      | Тираж    | Художник                                   |
| --------------------------------------- | ----------- | ------------------------- | --------- | ----------------- | -------- | ------------------------------------------ |
| (ЦФА [АО «Марка»] № 2220) (Mi #2327)    |             | Колхозница.               | 0,20 руб. | март 1960 года    | массовый | Борис Березовский, гравёр Владимир Смирнов |
| (ЦФА [АО «Марка»] № 2221) (Mi #2328)    |             | Инженер.                  | 0,25 руб. | март 1960 года    | массовый | Евгений Гундобин, гравёр Лидия Майорова    |
| (ЦФА [АО «Марка»] № 2222) (Mi #2231-II) |             | Сталевар, розово-красная. | 0,60 руб. | 29 июля 1960 года | массовый | Борис Березовский                          |
| (ЦФА [АО «Марка»] № 2223) (Mi #2362)    |             | Сталевар, голубая.        | 0,60 руб. | 29 июня 1960 года | массовый | Борис Березовский                          |

## Комментарии
1. ↑  Ниже приведён перечень памятных художественных марок (с возможностью сортировки по номиналу, тиражу и дате введения в обращение).
2. ↑  Зимние Олимпийские игры в Скво-Вэлли (США). На марках рисунки, символизирующие виды спорта представленные на Играх:  (ЦФА [АО «Марка»] № 2396) — хоккей с шайбой, серо-фиолетовая, оранжевая. Офсет, перфорирована: гребенчатая зубцовка 11½ (на каждые 2 сантиметра края марки приходится 11½ зубцов). В марочных листах 20 (5×4)[2][6][7][8].
3. ↑  Зимние Олимпийские игры в Скво-Вэлли (США). На марках рисунки, символизирующие виды спорта представленные на Играх:  (ЦФА [АО «Марка»] № 2397) — конькобежный спорт, многоцветная. Офсет, перфорирована: гребенчатая зубцовка 11½ (на каждые 2 сантиметра края марки приходится 11½ зубцов). В марочных листах 20 (5×4)[2][6][7][8].
4. ↑  Зимние Олимпийские игры в Скво-Вэлли (США). На марках рисунки, символизирующие виды спорта представленные на Играх:  (ЦФА [АО «Марка»] № 2398) — слалом, сине-фиолетовая, оранжевая, бледно-лиловая. Офсет, перфорирована: гребенчатая зубцовка 11½ (на каждые 2 сантиметра края марки приходится 11½ зубцов). В марочных листах 20 (5×4)[2][6][7][8].
5. ↑  Зимние Олимпийские игры в Скво-Вэлли (США). На марках рисунки, символизирующие виды спорта представленные на Играх:  (ЦФА [АО «Марка»] № 2399) — фигурное катание, многоцветная. Офсет, перфорирована: гребенчатая зубцовка 11½ (на каждые 2 сантиметра края марки приходится 11½ зубцов). В марочных листах 20 (5×4)[2][6][7][8].
6. ↑  Зимние Олимпийские игры в Скво-Вэлли (США). На марках рисунки, символизирующие виды спорта представленные на Играх:  (ЦФА [АО «Марка»] № 2400) — прыжки с трамплина, многоцветная. Офсет, перфорирована: гребенчатая зубцовка 11½ (на каждые 2 сантиметра края марки приходится 11½ зубцов). В марочных листах 20 (5×4)[2][6][7][8].
7. ↑  XVII Олимпийские игры в Риме. На марках рисунки, символизирующие виды спорта представленные на Играх:  (ЦФА [АО «Марка»] № 2450) — бег, многоцветная. Офсет, перфорирована: гребенчатая зубцовка 11½ (на каждые 2 сантиметра края марки приходится 11½ зубцов). В марочных листах 20 (5×4)[2][10][7][11].
8. ↑  XVII Олимпийские игры в Риме. На марках рисунки, символизирующие виды спорта представленные на Играх:  (ЦФА [АО «Марка»] № 2451) — борьба, многоцветная. Офсет, перфорирована: гребенчатая зубцовка 11½ (на каждые 2 сантиметра края марки приходится 11½ зубцов). В марочных листах 20 (4×5)[2][10][7][11].
9. ↑  XVII Олимпийские игры в Риме. На марках рисунки, символизирующие виды спорта представленные на Играх:  (ЦФА [АО «Марка»] № 2452) — баскетбол, многоцветная. Офсет, перфорирована: гребенчатая зубцовка 11½ (на каждые 2 сантиметра края марки приходится 11½ зубцов). В марочных листах 20 (5×4)[2][10][7][11].
10. ↑  XVII Олимпийские игры в Риме. На марках рисунки, символизирующие виды спорта представленные на Играх:  (ЦФА [АО «Марка»] № 2453) — тяжёлая атлетика, многоцветная. Офсет, перфорирована: гребенчатая зубцовка 11½ (на каждые 2 сантиметра края марки приходится 11½ зубцов). В марочных листах 20 (5×4)[2][10][7][11].
11. ↑  XVII Олимпийские игры в Риме. На марках рисунки, символизирующие виды спорта представленные на Играх:  (ЦФА [АО «Марка»] № 2454) — бокс, многоцветная. Офсет, перфорирована: гребенчатая зубцовка 11½ (на каждые 2 сантиметра края марки приходится 11½ зубцов). В марочных листах 20 (4×5)[2][10][7][11].
12. ↑  XVII Олимпийские игры в Риме. На марках рисунки, символизирующие виды спорта представленные на Играх:  (ЦФА [АО «Марка»] № 2455) — гимнастика, многоцветная. Офсет, перфорирована: гребенчатая зубцовка 11½ (на каждые 2 сантиметра края марки приходится 11½ зубцов). В марочных листах 20 (5×4)[2][10][7][11].
13. ↑  XVII Олимпийские игры в Риме. На марках рисунки, символизирующие виды спорта представленные на Играх:  (ЦФА [АО «Марка»] № 2456) — фехтование, многоцветная. Офсет, перфорирована: гребенчатая зубцовка 11½ (на каждые 2 сантиметра края марки приходится 11½ зубцов). В марочных листах 20 (5×4)[2][10][7][11].
14. ↑  XVII Олимпийские игры в Риме. На марках рисунки, символизирующие виды спорта представленные на Играх:  (ЦФА [АО «Марка»] № 2457) — прыжки в воду, многоцветная. Офсет, перфорирована: гребенчатая зубцовка 11½ (на каждые 2 сантиметра края марки приходится 11½ зубцов). В марочных листах 20 (5×4)[2][10][7][11].
15. ↑  XVII Олимпийские игры в Риме. На марках рисунки, символизирующие виды спорта представленные на Играх:  (ЦФА [АО «Марка»] № 2458) — гребля на каноэ, многоцветная. Офсет, перфорирована: гребенчатая зубцовка 11½ (на каждые 2 сантиметра края марки приходится 11½ зубцов). В марочных листах 20 (5×4)[2][10][7][11].
16. ↑  XVII Олимпийские игры в Риме. На марках рисунки, символизирующие виды спорта представленные на Играх:  (ЦФА [АО «Марка»] № 2459) — скачки с препятствиями, многоцветная. Офсет, перфорирована: гребенчатая зубцовка 11½ (на каждые 2 сантиметра края марки приходится 11½ зубцов). В марочных листах 20 (5×4)[2][10][7][11].
17. ↑  Международная ярмарка в Риччоне (Италия): карминовая типографская надпечатка на многоцветной марке  (ЦФА [АО «Марка»] № 2457) «XVII Олимпийские игры в Риме: прыжки в воду» текста «Международная ярмарка в Риччоне», многоцветная с надпечаткой. Офсет, перфорирована: гребенчатая зубцовка 11½ (на каждые 2 сантиметра края марки приходится 11½ зубцов). В марочных листах 20 (5×4)[2][12][7][11].
18. ↑  Ниже приведён перечень стандартных марок (с возможностью сортировки по номиналу, тиражу и дате введения в обращение).
19. ↑  Колхозница, оливково-зелёная  (Mi #2327a). Офсетная печать, перфорирована: комбинированная гребенчатая зубцовка 12:12½ (на каждые 2 сантиметра края марки приходится 12:12½ зубцов). Разновидность  (ЦФА [АО «Марка»] № 2220а)  (Mi #2327b) — тёмно-зелёная, дата начала эмиссии — июль 1960 года. В марочных листах по 100 (10×10) экземпляров[15][16][19].
20. ↑  Инженер, коричневая. Офсетная печать, перфорирована: комбинированная гребенчатая зубцовка 12:12½ (на каждые 2 сантиметра края марки приходится 12:12½ зубцов). В марочных листах по 100 (10×10) экземпляров[15][16][19].
21. ↑  Сталевар, розово-красная. Офсетная печать, перфорирована: комбинированная гребенчатая зубцовка 12:12½ (на каждые 2 сантиметра края марки приходится 12:12½ зубцов). В марочных листах по 100 (10×10) экземпляров[15][16][18].
22. ↑  Сталевар, голубая. Офсетная печать, перфорирована: комбинированная гребенчатая зубцовка 12:12½ (на каждые 2 сантиметра края марки приходится 12:12½ зубцов). В марочных листах по 100 (10×10) экземпляров[15][16][20].